# Xorides strandi
Xorides strandi là một loài tò vò trong họ Ichneumonidae.